# Ludwig Traube (filologo)
Ludwig Traube (Berlino, 19 giugno 1861 – Monaco di Baviera, 19 maggio 1907) è stato un filologo classico, paleografo e latinista tedesco.
Detenne la prima cattedra di latino medievale in Germania.
È stato uno dei fondatori dei moderni studi di Paleografia latina, che egli sviluppò come parte della storia della cultura latina, ma connettendola strettamente alla filologia. Nella storia della disciplina è fondamentale il suo studio sui nomina sacra pubblicato nel 1907.

## Biografia
Nato da una famiglia borghese di stirpe ebraica, era figlio del medico e patologo Ludwig Traube  (1818-1876), e fratello di Margarete Traube (Berlino, 1856 - Anzio, 1912), studiosa di fisiologia e chimica organica, che, rimasta vedova di Franz Boll, sposò a Zurigo, nel 1884, l'ingegnere italiano Guglielmo Mengarini. Grazie a sua sorella, Ludwig mantenne uno stretto rapporto con l'Italia: Margarethe, infatti, femminista e attivista dei diritti delle donne, fu animatrice a Roma di un esclusivo salotto culturale che esercitò una certa influenza sulla cultura italiana dell'epoca, ospitando personalità di spicco come lo storico Theodor Mommsen, l'archeologo Emanuel Löwy, il fisico Pietro Blaserna.
Studiò dapprima all'Askanisches Gymnasium di Berlino, e si trasferì poi, per gli studi universitari, presso le Università di Monaco e di Greifswald, dedicando il proprio impegno alla filologia classica e alla medievistica. Fu allievo di Adolph Kießling e di Ulrich von Wilamowitz-Moellendorff.

Conseguì il dottorato nel 1883 a Monaco con una tesi sulle fonti neoplatoniche di Macrobio dal titolo Varia libamenta critica e Nell'1888 la Habilitation svolgendo una ricerca sulla poesia di età carolingia.
Dopo l'abilitazione rimase a Monaco in qualità di Privatdozent, per poi nel 1902 essere nominato professore ordinario di Filologia latina del Medioevo. Intanto nel 1900 aveva sposato la figlia dello storico e sinologo Friedrich Hirth.

Fu corrispondente, prima straordinario dal 1896, poi ordinario dal 1899, della Bayerische Akademie der Wissenschaften. A partire dal 1902 fu inoltre membro dell'Accademia dei Lincei. Partecipò alla direzione dei Monumenta Germaniae Historica (MGH).

I suoi principali ambiti di interesse riguardarono la letteratura latina medievale, la paleografia latina, la tradizione dei testi degli autori latini.
A lui si deve la coniazione della definizione di Aetas Ovidiana per riferirsi all'influenza di Ovidio sulla letteratura medievale del XII secolo (una stagione culturale che sarà denominata Rinascimento del XII secolo da Charles Homer Haskins).
Nel 1905 scoprì di essere malato di leucemia, che lo portò alla morte nel 1907.

## Opere
- Karolingische Dichtungen: Ædelwulf, Alchuine, Angilbert, Rhythmen, Weidmann, Berlin 1888.
- O Roma nobilis. Philologische Untersuchungen aus dem Mittelalter, München 1891.
- Textgeschichte der Regula S. Benedicti, München 1898.
- Die Geschichte der tironischen Noten bei Suetonius und Isidorus, Berlin 1901.
- Rückblick auf meine Lehrthätigkeit, München 1901 (rist. 1988).
- Nomina Sacra. Versuch einer Geschichte der christlichen Kürzung, Beck, München 1907 (rist. Darmstadt 1967).
- Vorlesungen und Abhandlungen, 3 voll., 1909–1920.
- Zur Paläographie und Handschriftenkunde, hrsg. von P. Lehmann, mit biographischer Einleitung von F. Boll, München 1909 (rist. 1965).
- Einleitung in die lateinische Philologie des Mittelalters, hrsg. von P. Lehmann, München 1911 (rist. 1965).
- Kleine Schriften, hrsg. von S. Brandt, München 1920 (rist. 1965).